# Shadow of the Tomb Raider
Shadow of the Tomb Raider é um jogo eletrônico de ação-aventura desenvolvido pela Eidos Montréal em conjunto com a Crystal Dynamics e publicado pela Square Enix Europe. É o terceiro título da série de reboot e o décimo segundo da franquia Tomb Raider, depois de Tomb Raider e seguida por Rise of the Tomb Raider. O jogo foi lançado em 14 de setembro de 2018 para Microsoft Windows, PlayStation 4 e Xbox One. Apesar de vendas lentas no começo de seu lançamento, o jogo arrecadou mais de 9 milhões de cópias mundialmente. Foi considerado um dos jogos mais caros já feitos com estimativas de orçamentos acima de US$110 à US$157 milhões de dólares.

## Jogabilidade
Shadow of the Tomb Raider é um jogo de ação e aventura jogado de uma perspectiva de terceira pessoa; Os jogadores assumem o papel da protagonista Lara Croft enquanto ela explora ambientes em todo o continente da América do Sul. O centro do jogo está definido para ser o maior da franquia, que também revela a cidade escondida de Paititi. Os jogadores podem participar em missões secundárias e aprender sobre Paititi, que proporciona uma experiência mais rica. Um novo sistema de troca permite aos jogadores trocar recursos, recuperar peças e armas em Paititi. Existem numerosos ajustes feitos no jogo, que é idêntico ao Rise. Os controles para natação foram completamente revisados, já que Lara agora é capaz de segurar a respiração debaixo d'água por um longo período de tempo devido à introdução de bolsas de ar. Ela também ganha a habilidade de descer um penhasco usando uma corda. Furtividade torna-se uma parte importante do jogo, com Lara sendo capaz de se desvencilhar do combate quando ela escapa da linha de visão dos inimigos.
Tal como os seus predecessores, o jogo permite aos jogadores caçar animais selvagens, materiais artesanais usando os recursos recolhidos, resolver quebra-cabeças e explorar túmulos opcionais. O jogo também apresenta mais túmulos do que as parcelas anteriores da série de reinicialização. Os jogadores agora terão a opção de personalizar sua experiência de jogo, já que exploração, quebra-cabeças e combate têm suas próprias configurações de dificuldade. Um novo Modo de Imersão permite que os jogadores ouçam as conversas de fundo dos locais em seus idiomas nativos, quando desligadas, as conversas são feitas na voz escolhida dos jogadores sobre o idioma.

## Sinopse
A história se passa após os eventos de Rise of the Tomb Raider. A protagonista Lara Croft é arqueóloga em uma expedição à América Latina em busca de uma relíquia maia que tenha ligação com seu falecido pai. A Trindade (em inglês: Trinity), uma organização paramilitar dedicada a investigar o sobrenatural, busca a relíquia para remodelar o mundo. Durante a expedição, Lara mergulha mais uma vez em perigo, tentando salvar o mundo contra o apocalipse maia.

## Desenvolvimento
O desenvolvimento de Shadow of the Tomb Raider começou em 2015. Ao contrário das entradas anteriores da série de reinicialização Tomb Raider, desenvolvida principalmente pela Crystal Dynamics, a Eidos Montréal assumiu as principais funções de desenvolvimento de Shadow of the Tomb Raider, enquanto a Crystal Dynamics forneceu desenvolvimento adicional. Enquanto o estúdio atuou em um papel de desenvolvedor nas entradas anteriores da série Tomb Raider reiniciada, desta vez a Crystal Dynamics foi transferida para um papel de suporte. Similar ao seu trabalho na série Deus Ex e no Thief, o Eidos Montréal primeiro adquiriu um profundo entendimento dos elementos básicos da série, e então começou a construir o jogo usando as entradas anteriores e suas próprias filosofias de design. A Eidos Montréal estimou os custos de desenvolvimento do jogo entre US$75 e US$100 milhões, com um orçamento separado de marketing e promoção de US$35 milhões, tornando-se o maior projeto do estúdio na época. O diretor de estúdio David Anfossi admitiu a escala do projeto no mercado moderno de jogos e a necessidade de obter lucro. Com os custos em mente, a Eidos Montreal procurou incorporar elementos experimentais dentro das opções multiplayer para dar longevidade ao jogo usando a tendência emergente de "jogos como serviço" para que o jogo pudesse fornecer renda pós-lançamento e fomentar uma grande comunidade.
Em 15 de março de 2018, a Square Enix confirmou que uma continuação de Rise of the Tomb Raider estava em desenvolvimento e programada para ser lançada em 14 de setembro de 2018 para o Microsoft Windows, PlayStation 4 e Xbox One. No mesmo dia, um teaser trailer foi lançado mostrando Lara Croft em um ambiente montanhoso. O jogo foi revelado em 27 de abril de 2018 com um trailer, screenshots e uma demonstração de uma hora para os membros da imprensa. Um passe de temporada também foi anunciado, o que dá aos jogadores acesso a sete "caminhos" que incluem novas narrativas, missões, tumbas, armas, roupas, aprimoramentos e habilidades.

### Criação
Shadow of the Tomb Raider foi projetado para evoluir a narrativa e elementos de jogabilidade de Lara Croft; na reinicialização de 2013, ela foi retratada como uma sobrevivente perseguida, Rise of the Tomb Raider revelou seu início para perseguir seus próprios objetivos, e Shadow of the Tomb Raider foi projetado para mostrar a ela o domínio do ambiente. A história encerra o procedimento de origem reiniciada, com Lara se tornando "a saqueadora de tumbas que ela sempre quis ser". O diretor narrativo Jason Dozois definiu isso como sendo a persona final de Tomb Raider de Lara dentro da linha do tempo de reinicialização, em vez de um retorno ao personagem de Lara dos jogos anteriores a 2013.

"Consideramos a Lara uma personagem atemporal clássica. Não é uma peça de época. É sempre definida agora, por isso temos de usar a sensibilidade de hoje. O reboot foi sobre trazer uma versão mais fundamentada de Lara. Tornar-se o Tomb Raider é a última expressão desta linha do tempo de sobrevivência, e o que isso significa para nós está se tornando mais responsável com o uso de arqueologia, não é apenas sobre possuir um objeto, entrar em uma tumba, tudo se desintegra, e então sair. É também cultura, história e linguagem, e isso envolve pessoas".

A equipe também queria abordar a "tensão política" e o impacto social de uma mulher branca rica que caçava artefatos em terras estrangeiras. O clímax da história resultará em Lara sendo "humilhada". O cenário da América Latina foi escolhido para refletir esse tema. A obsessão de Lara e os traços de personalidade mais sombrios também influenciaram isso, com várias cenas enfatizando os sacrifícios que ela foi forçada a fazer durante sua busca por Trinity. A destruição que Lara libera ao reivindicar um artefato chave antes de Trinity foi projetada como uma inversão da abordagem tradicional de Tomb Raider, que usava um estilo similar sem conseqüências.

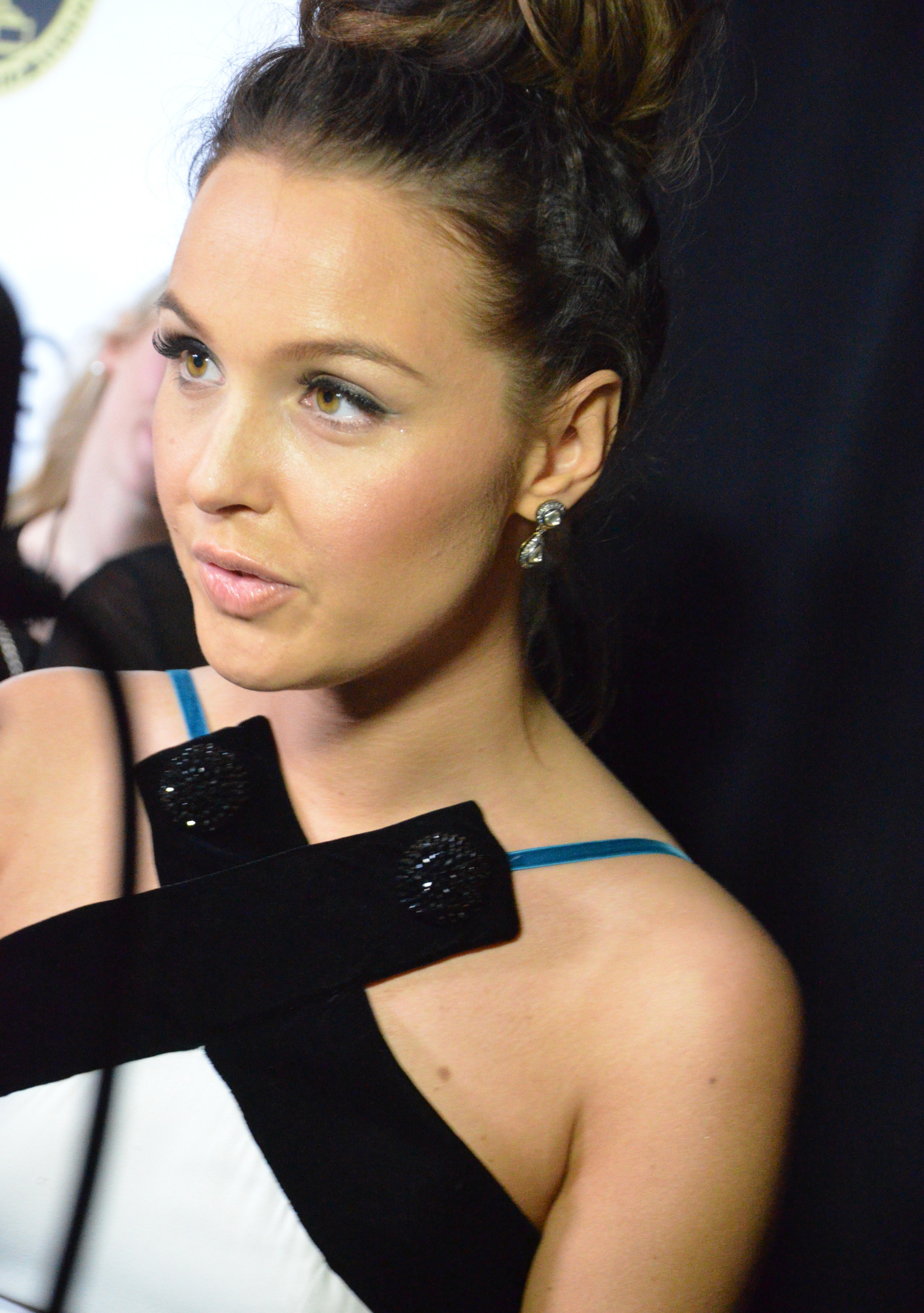
Camilla Luddington é a atriz responsável por dar vida a Lara Croft na trilogia.

A atriz britânica Camilla Luddington reprisou seu papel nos dois jogos anteriores e ajudou o Eidos Montréal a manter a caracterização de Lara consistente com os jogos anteriores. Como em Tomb Raider e Rise of the Tomb Raider, Luddington também providenciou a captura de movimentos de Lara, chamando Shadow of the Tomb Raider de uma das performances emocionais mais difíceis de seu tempo interpretando Lara. O principal antagonista foi concebido como inimigo emocional de Lara, com a selva sendo seu inimigo físico. O relacionamento de Lara com Jonah evoluiu ainda mais; enquanto em Tomb Raider eles estiveram distantes, em Rise ele a protegeu por lealdade a seus amigos perdidos, enquanto em Shadow eles compartilham um forte vínculo com Jonah para ajudá-la. Devido à sua experiência anterior com narrativa cinematográfica, o Eidos Montréal projetou a narrativa de Shadow of the Tomb Raider para ter mais momentos cinemáticos. A equipe precisava considerar o conceito geral da trilogia reboot, e tópicos narrativos anteriormente deixados sem solução em Rise, incluindo quem matou o pai de Lara. Antes do início da gravação, o elenco leu o roteiro para que as apresentações fossem mais convincentes.
A configuração de selva do jogo foi escolhida para "completar" as habilidades de Lara, carregando habilidades antigas enquanto aprende novas habilidades para enfrentar novas ameaças. Ele também atuou como um contraste visual para os jogos anteriores. Enquanto a equipe estava restrita no design da história pelo plano geral, eles foram capazes de ajustar o equilíbrio da jogabilidade para trazer um foco maior em quebra-cabeças em comparação com o Rise. O objetivo era fazer com que Lara passasse por uma evolução quando confrontada com a dura realidade da selva, com seu confronto precoce com as onças sendo o catalisador que inicia sua transformação. Os elementos furtivos - incluindo a camuflagem e o uso de táticas de medo - foram inspirados em filmes como Rambo e Predator. A natação foi incorporada ao jogo, embora a equipe tenha dado uma sensação de "ação de sobrevivência".
O diretor Daniel Chayer-Bisson descreveu redesenhar o design de nível estabelecido como "um pesadelo", porque eles tiveram que levar em conta a experimentação do jogador e a potencial quebra de sequência ao implementar novas mecânicas, como subir em balanços e usar a linha de grappling. Durante as pesquisas da base de fãs, a equipe ouviu desejos tanto para quebra-cabeças mais difíceis quanto para a remoção de auxílios visuais de escalada, como superfícies brancas. Como removê-los completamente teria tornado o jogo intimidador para os novatos, eles criaram as configurações de dificuldade de escala como um compromisso. Shadow of the Tomb Raider foi como um convite para os novatos, já que a seção de abertura funcionou como uma introdução narrativa e um tutorial para as habilidades de Lara. A verticalidade geral dos ambientes e seu impacto na mecânica, como natação e grappling, refletiram o tema do jogo "descendente".

### Trilha sonora e arte
O cenário e a narrativa inspiraram-se na mitologia maia e inca, incluindo seu foco recorrente no culto ao sol, sacrifício e as idades da humanidade. A influência maia foi escolhida devido à fixação dessa cultura em astronomia e datas. Durante o passo inicial do projeto, os designers queriam que Lara descobrisse uma verdadeira tumba perdida com pessoas que vivem em torno dela, um conceito anteriormente limitado pela tecnologia disponível na época. Durante sua pesquisa, eles escolheram a cidade de Paititi devido ao seu precedente histórico sobre locais puramente fictícios, como El Dorado. A cultura de Paititi baseou-se na suposição de que elementos das culturas ibero-americanas poderiam ter migrado para o Peru. A cultura e o povo de Paititi foram baseados em relatos históricos dos povos maia, asteca e inca. As roupas das pessoas eram baseadas em exemplos e relatos históricos. A equipe consultou historiadores para garantir que suas representações culturais fossem precisas e respeitosas.
A música de Shadow of the Tomb Raider foi composta por Brian D'Oliveira. Enquanto seguiam os estilos musicais estabelecidos desde a reinicialização de 2013, a equipe também acrescentou novos elementos estéticos, incorporando a cultura local e o retrato mais sombrio de Lara e sua missão. D'Oliveira foi trazido devido a sua habilidade com instrumentos sul-americanos, e durante a gravação em seus estúdios em Montreal trabalhou com músicos nativos para alcançar o som certo para cada local. Martin Stig Andersen trabalhou como Ambient Sound Designer, que se concentrou na transição de som para segmentos subaquáticos. A equipe trouxe de volta "The Instrument", um instrumento de percussão especialmente criado criado para a trilha sonora do reboot de 2013 por Matt McConnell. O instrumento foi usado para ajudar a transmitir os aspectos primordiais do personagem de Lara, além de referenciar sua aventura em Yamatai no jogo de 2013.

## Lançamento
Em 15 de março de 2018, a Square Enix confirmou que uma sequência de Rise of the Tomb Raider estava em desenvolvimento e programada para ser lançada em 14 de setembro de 2018 para o Microsoft Windows,PlayStation 4 e Xbox One. A versão para Windows foi desenvolvida pela Nixxes Software, que trabalhou em vários jogos anteriores de Tomb Raider para a plataforma. No mesmo dia, um teaser trailer foi lançado mostrando Lara Croft em um ambiente montanhoso. O jogo foi revelado em 27 de abril de 2018 com um trailer, screenshots e uma demonstração de uma hora para os membros da imprensa. Um passe de temporada também foi anunciado, o que dá aos jogadores acesso a sete "caminhos" que incluem novas narrativas, missões, tumbas, armas, roupas e habilidades. Nenhum destes conteria conteúdo adicional da história, que foi concluído com o lançamento base.

## Recepção
Shadow of the Tomb Raider recebeu críticas "geralmente favoráveis" de acordo com o agregador de resenhas Metacritic. Lucy O'Brien da IGN, afirmou que "com uma história que consegue trilhar satisfatoriamente a linha entre a diversão de alto conceito e a exploração da personagem, Shadow of the Tomb Raider encerra significativamente a jornada que Lara iniciou em 2013 e a deixa de forma convincente em um lugar assemelhando-se a onde ela estava quando fomos apresentados a ela há mais de 20 anos atrás.

## Ligações Externas
- Shadow of the Tomb Raider. no IMDb.
- Shadow of the Tomb Raider (site oficial) (em inglês)
- Shadow of the Tomb Raider no MobyGames